# Desaparición del Star Tiger en las Bermudas

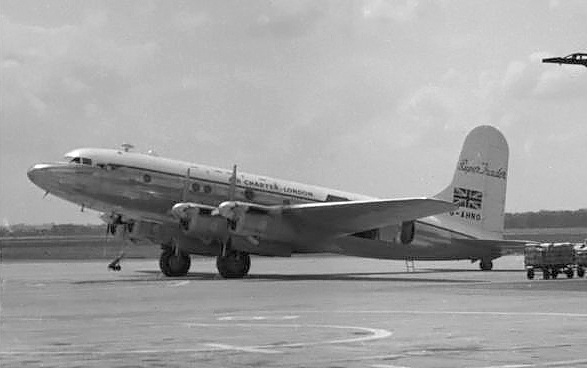
Un avión Avro similar al Star Tiger y al Star Ariel.

El Star Tiger, el Star Lion y el Star Ariel eran tres aviones Avro Tudor  operados y propiedad de British South American Airways (BSAA), una aerolínea creada por pilotos veteranos de la Segunda Guerra Mundial en un esfuerzo por explotar el, hasta entonces, descuidado mercado de la aviación comercial en Sudamérica. En 1948 y 1949, dos de los tres Tudor (el Tiger y el Ariel) desparecieron en pleno vuelo sin dejar rastro alguno. Estos dos incidentes terminaron por provocar el cese total de las operaciones con los Avro Tudor IV. Ambas desapariciones, unidas a la del Vuelo 19 de la Armada de los Estados Unidos, dieron fuelle a las especulaciones sobre algo sobrenatural relacionado con el Triángulo de las Bermudas.

## Star Tiger
El 30 de enero de 1948, el Star Tiger, de matrícula G-AHNP, acababa de superar las 500 horas de vuelo. El avión era comandado por el capitán B.W. McMillan asistido por los capitanes David Colby y C. Ellison, todos ellos pilotos experimentados. Entre los pasajeros se encontraba Sir Arthur Coningham, "Air Marshall" (asimilado a Teniente General de la Fuerza Aérea Española) de la 2ª Fuerza Aérea Táctica de la RAF durante la Batalla de Normandía. El Star Tiger viajaba de las Azores a Bermuda. A las 3:15 horas del 31 de enero, el capitán McMillan solicitó su posición a Bermuda. Esto era algo rutinario y no había motivo para el pánico. Tras recibir su posición, McMillan estimó la llegada para las 5:00. Aquel fue el último contacto con el Star Tiger. La hora estimada llegó y el avión no aterrizó en Bermuda, de modo que el Ministerio de Aviación Civil inició la búsqueda y paralelamente una investigación a gran escala, pero no hubo rastro del Star Tiger ni de sus 29 ocupantes.

## Star Ariel
El 17 de enero de 1949, un segundo Tudor de la BSAA, el Star Ariel, desapareció. Tras el despegue, el piloto (capitán J.C. McPhee) envió al control la siguiente información:

"HE DESPEGADO DE LA PISTA DE KINDLEY A LAS 8:41 A.M. MI ETA A KINGSTON ES LAS 2:10 P.M. VUELO CON BUENA VISIBILIDAD A 18.000 PIES. A LAS 9:32 HORAS ME ENCONTRABA A 150 MILLAS AL SUR DE KINDLEY. MI ETA A 30ºN ES LAS 9:37 HORAS. ¿ACEPTA, CONTROL?"

Y después:

"ME ENCONTRABA A 30ºN A LAS 9:37, CAMBIO FRECUENCIA A MRX."

Estas fueron las últimas transmisiones del Star Ariel, y nunca se le volvió a oír. Al igual que con el anterior, nunca se encontraron escombros, ni vertidos de combustible ni resto alguno.